# 2016–2017-es francia labdarúgó-bajnokság (első osztály)
A 2016–2017-es Ligue 1 a francia labdarúgó-bajnokság 79. alkalommal megrendezésre kerülő legmagasabb szintű versenye. A pontvadászat 20 csapat részvételével 2016. augusztus 12-én kezdődött és 2017. május 20-án ért
véget.

## Részt vevő csapatok
- Angers
- Bastia
- Bordeaux
- Caen
- Dijon
- Guingamp
- Lille
- Lorient
- Lyon
- Marseille
- Metz
- Monaco
- Montpellier
- Nancy
- Nantes
- Nice
- Paris Saint-Germain
- Rennes
- Saint-Étienne
- Toulouse

| Klub                | Város             | Stadion                 | Befogadóképesség |
| ------------------- | ----------------- | ----------------------- | ---------------- |
| Angers              | Angers            | Stade Jean Bouin        | 17,835           |
| Bastia              | Bastia            | Stade Armand Cesari     | 16,480           |
| Bordeaux            | Bordeaux          | Matmut Atlantique       | 42,115           |
| Caen                | Caen              | Stade Michel d'Ornano   | 20,453           |
| Dijon               | Dijon             | Stade Gaston Gérard     | 16,098           |
| Guingamp            | Guingamp          | Stade du Roudourou      | 18,126           |
| Lille               | Villeneuve-d’Ascq | Stade Pierre-Mauroy     | 50,186           |
| Lorient             | Lorient           | Stade du Moustoir       | 18,890           |
| Lyon                | Décines-Charpieu  | Olympique Lyon          | 59,186           |
| Marseille           | Marseille         | Stade Vélodrome         | 67,381           |
| Metz                | Metz              | Stade Saint-Symphorien  | 25,636           |
| Monaco              | Monaco            | II. Lajos Stadion       | 18,500           |
| Montpellier         | Montpellier       | Stade de la Mosson      | 32,939           |
| Nancy               | Tomblaine         | Stade Marcel Picot      | 20,087           |
| Nantes              | Nantes            | Stade de la Beaujoire   | 38,285           |
| Nice                | Nizza             | Allianz Riviera         | 35,624           |
| Paris Saint-Germain | Párizs            | Parc des Princes        | 48,712           |
| Rennes              | Rennes            | Roazhon Park            | 29,376           |
| Saint-Étienne       | Saint-Étienne     | Stade Geoffroy-Guichard | 42,000           |
| Toulouse            | Toulouse          | Stadium Municipal       | 35,470           |

## Tabella
| Hely. | Csapat              | M  | Gy | D  | V  | G+  | G– | Gk  | P  | Továbbjutás vagy kiesés          |
| ----- | ------------------- | -- | -- | -- | -- | --- | -- | --- | -- | -------------------------------- |
| 1.    | Monaco (B)          | 38 | 30 | 5  | 3  | 107 | 31 | +76 | 95 | Bajnokok Ligája–csoportkör       |
| 2.    | Paris Saint-Germain | 38 | 27 | 6  | 5  | 83  | 27 | +56 | 87 | Bajnokok Ligája–csoportkör       |
| 3.    | Nice                | 38 | 22 | 12 | 4  | 63  | 36 | +27 | 78 | Bajnokok Ligája, 3. selejtezőkör |
| 4.    | Lyon                | 38 | 21 | 4  | 13 | 77  | 48 | +29 | 67 | Európa-liga–csoportkör           |
| 5.    | Marseille           | 38 | 17 | 11 | 10 | 57  | 41 | +16 | 62 | Európa-liga, 3. selejtezőkör     |
| 6.    | Bordeaux            | 38 | 15 | 14 | 9  | 53  | 43 | +10 | 59 | Európa-liga, 3. selejtezőkör     |
| 7.    | Nantes              | 38 | 14 | 9  | 15 | 40  | 54 | −14 | 51 |                                  |
| 8.    | Saint-Étienne       | 38 | 12 | 14 | 12 | 41  | 42 | −1  | 50 |                                  |
| 9.    | Rennes              | 38 | 12 | 14 | 12 | 36  | 42 | −6  | 50 |                                  |
| 10.   | Guingamp            | 38 | 14 | 8  | 16 | 46  | 53 | −7  | 50 |                                  |
| 11.   | Lille               | 38 | 13 | 7  | 18 | 40  | 47 | −7  | 46 |                                  |
| 12.   | Angers              | 38 | 13 | 7  | 18 | 40  | 49 | −9  | 46 |                                  |
| 13.   | Toulouse            | 38 | 10 | 14 | 14 | 37  | 41 | −4  | 44 |                                  |
| 14.   | Metz                | 38 | 11 | 10 | 17 | 39  | 72 | −33 | 43 |                                  |
| 15.   | Montpellier         | 38 | 10 | 9  | 19 | 48  | 66 | −18 | 39 |                                  |
| 16.   | Dijon               | 38 | 8  | 13 | 17 | 46  | 58 | −12 | 37 |                                  |
| 17.   | Caen                | 38 | 10 | 7  | 21 | 36  | 65 | −29 | 37 |                                  |
| 18.   | Lorient (K)         | 38 | 10 | 6  | 22 | 44  | 70 | −26 | 36 | Osztályozó                       |
| 19.   | Nancy (K)           | 38 | 9  | 8  | 21 | 29  | 52 | −23 | 35 | Kiesik a Ligue 2-be              |
| 20.   | Bastia (K)          | 38 | 8  | 10 | 20 | 29  | 54 | −25 | 34 | Kiesik a National 3-ba           |

1. 1 2  A Paris Saint-Germain nyerte meg a francia labdarúgókupát és a ligakupát, ezért az Európa-liga–csoportkörében a Lyon indulhatott, míg az Európa-liga 3. selejtezőkörében a Marseille és a Bordeaux kvalifikált.
2. ↑  Anyagi gondok miatt a francia szövetség az ötödosztályba sorolta a csapatot.[9][10]

## Osztályozó
Az időpontok a közép-európai nyári idő szerint vannak feltüntetve.
| 2017. május 25. 20:45 |

| Troyes                  | 2–1               | Lorient   |
| ----------------------- | ----------------- | --------- |
| Darbion 37' Nivet 90+1' | (1–0) Jegyzőkönyv | Waris 82' |

| Stade de l'Aube, Troyes Nézőszám: 14081 Játékvezető: Ruddy Buquet |

| 2017. május 28. 20:45 |

| Lorient | 0–0               | Troyes |
| ------- | ----------------- | ------ |
|         | (0–0) Jegyzőkönyv |        |

| Stade du Moustoir, Lorient Nézőszám: 16000 Játékvezető: Clément Turpin |

A rájátszást 2–1-es összesítésben a Troyes nyerte, így mindkét csapat bajnokságot váltott.

## Statisztikák

### Góllövőlista
| Ranglista | Játékos             | Klub                | Gólok |
| --------- | ------------------- | ------------------- | ----- |
| 1         | Edinson Cavani      | Paris Saint-Germain | 35    |
| 2         | Alexandre Lacazette | Lyon                | 28    |
| 3         | Radamel Falcao      | Monaco              | 21    |
| 4         | Bafétimbi Gomis     | Marseille           | 20    |
| 5         | Mario Balotelli     | Nice                | 15    |
| 5         | Kylian Mbappé       | Monaco              | 15    |
| 5         | Ivan Santini        | Caen                | 15    |
| 5         | Florian Thauvin     | Marseille           | 15    |
| 9         | Nicolas de Préville | Lille               | 14    |
| 9         | Steve Mounié        | Montpellier         | 14    |

### Gólpasszok
| Ranglista | Játékos         | Klub                  | Gólp. |
| --------- | --------------- | --------------------- | ----- |
| 1         | Morgan Sanson   | Montpellier/Marseille | 12    |
| 2         | Jean Seri       | Nice                  | 10    |
| 3         | Ryad Boudebouz  | Montpellier           | 9     |
| 3         | Thomas Lemar    | Monaco                | 9     |
| 3         | Bernardo Silva  | Monaco                | 9     |
| 3         | Florian Thauvin | Marseille             | 9     |
| 7         | Kylian Mbappé   | Monaco                | 8     |

### Mesterhármasok
| Játékos             | Klub                | Ellenfél    | Végeredmény | Dátum                |
| ------------------- | ------------------- | ----------- | ----------- | -------------------- |
| Alexandre Lacazette | Lyon                | Nancy       | 3–0         | 2016. augusztus 14.  |
| Mevlüt Erdinç       | Metz                | Nantes      | 3–0         | 2016. szeptember 11. |
| Edinson Cavani4     | Paris Saint Germain | Caen        | 6–0         | 2016. szeptember 16. |
| Casimir Ninga       | Montpellier         | Dijon       | 3–3         | 2016. október 1.     |
| Alassane Pléa       | Nice                | Metz        | 4–2         | 2016. október 24.    |
| Radamel Falcao      | Monaco              | Bordeaux    | 4–0         | 2016. december 10.   |
| Ola Toivonen        | Toulouse            | Lorient     | 3–2         | 2016. december 10.   |
| Bafétimbi Gomis     | Marseille           | Montpellier | 5–1         | 2017. január 27.     |
| Kylian Mbappé       | Monaco              | Metz        | 5–0         | 2017. február 11.    |
| Florian Thauvin     | Marseille           | Caen        | 5–1         | 2017. április 30.    |
| Nicolas de Préville | Lille               | Nantes      | 3–0         | 2017. május 20.      |

4 A játékos 4 gólt szerzett

### Kapott gól nélkül lehozott mérkőzések
| Ranglista | Játékos          | Klub                | Mérkőzések |
| --------- | ---------------- | ------------------- | ---------- |
| 1         | Yohann Pelé      | Marseille           | 18         |
| 2         | Danijel Subašić  | Monaco              | 17         |
| 3         | Kevin Trapp      | Paris Saint-Germain | 15         |
| 4         | Benoît Costil    | Rennes              | 12         |
| 4         | Anthony Lopes    | Lyon                | 12         |
| 6         | Yoan Cardinale   | Nice                | 11         |
| 6         | Stéphane Ruffier | Saint-Étienne       | 11         |
| 8         | Alban Lafont     | Toulouse            | 10         |
| 9         | Cédric Carrasso  | Bordeaux            | 9          |
| 9         | Thomas Didillon  | Metz                | 9          |

## Csapatok régiónkénti bontásban
| Csapatok száma | Régió vagy ország          | Csapat(ok)                         |
| -------------- | -------------------------- | ---------------------------------- |
| 3              | Bretagne                   | Guingamp, Lorient és Stade Rennais |
| 2              | Auvergne-Rhône-Alpes       | Lyon és Saint-Étienne              |
| 2              | Grand Est                  | Metz és Nancy                      |
| 2              | Occitanie                  | Montpellier és Toulouse            |
| 2              | Loire mente                | Angers és Nantes                   |
| 2              | Provence-Alpes-Côte d’Azur | Marseille és Nice                  |
| 1              | Bourgogne-Franche-Comté    | Dijon                              |
| 1              | Korzika                    | Bastia                             |
| 1              | Hauts-de-France            | Lille                              |
| 1              | Île-de-France              | Paris Saint-Germain                |
| 1              | Monaco                     | Monaco                             |
| 1              | Normandia                  | Caen                               |
| 1              | Új-Aquitania               | Bordeaux                           |